# Бакаєвська сільська рада (Сєверний район)
Бака́євська сільська рада (рос. Бакаевский сельский совет) — сільське поселення у складі Сєверного району Оренбурзької області Росії.
Адміністративний центр — село Бакаєво.

## Населення
Населення — 804 особи (2019; 971 в 2010, 1095 у 2002).

## Склад
До складу сільської ради входять:
| Населений пункт  | Населення, осіб (2002) | Населення, осіб (2010) |
| ---------------- | ---------------------- | ---------------------- |
| Бакаєво, село    | 647                    | 594                    |
| Зірекла, селище  | 55                     | 33                     |
| Тургай, селище   | 211                    | 189                    |
| Яктикуль, селище | 182                    | 155                    |